# Placentia (Kalifornia)
Placentia – miasto w Stanach Zjednoczonych, w stanie Kalifornia, w hrabstwie Orange. Według spisu ludności przeprowadzonego przez United States Census Bureau, w roku 2010 miasto Placentia miało 46 488 mieszkańców.